# Квадрупольний момент

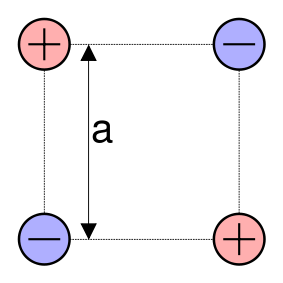
Приклад системи, в якій квадрупольний момент є визначальним

Електричним квадрупольним моментом або просто квадрупольним моментом системи електричних зарядів q_i називається
тензорна величина
{\displaystyle D_{\alpha \beta }=\sum _{i}q_{i}(3r_{i\alpha }r_{i\beta }-r_{i}^{2}\delta _{\alpha \beta })},
де α й β пробігають значення x, y,z, а {\displaystyle \delta _{\alpha \beta }} — символ Кронекера.
Квадрупольний момент визначає поведінку поля, створеного системою зарядів, на великій віддалі у випадку, коли
система загалом нейтральна, а її дипольний момент дорівнює нулю. Така система зарядів називається
квадруполем.

## Поле на великій віддалі від квадруполя
Потенціал електричного поля на великій віддалі від квадруполя визначається формулою
{\displaystyle \varphi (\mathbf {R} )=\sum _{\alpha \beta }{\frac {D_{\alpha \beta }R_{\alpha }R_{\beta }}{2R^{5}}}}.
Потенціал електричного поля на віддалі від квадруполя спадає, як {\displaystyle 1/R^{3}}, а напруженість електричного поля, як
{\displaystyle 1/R^{4}}.

## Властивості
Сума діагональних членів тензора квадрупольного моменту дорівнює нулю
{\displaystyle \sum _{\alpha }D_{\alpha \alpha }=0.\,}
Крім того тензор квадрупольного моменту симетричний.
Кожен тензор другого рангу може бути приведеним до діагональної форми при переході у власну систему координат. У цій системі координат
тензор квадрупольного моменту має дві незалежні компоненти.

## Молекули
Найважливіше значення квадрупольний момент має у тому випадку, коли треба визначити поле на віддалях від системи зарядів, які набагато перевищують розміри системи. Така ситуація актуальна для визначення сили взаємодії між молекулами. Молекули здебільшого нейтральні, але доволі часто мають дипольний момент. Інші молекули, такі як, наприклад, CO2, дипольного моменту не мають. Тому взаємодія між ними набагато слабкіша.